# 2018年亚洲残疾人运动会菲律宾代表团
2018年亚洲残疾人运动会菲律宾代表团有57名运动员参加十个大项的角逐。

## 水上运动（游泳）
5名水上运动（游泳）运动员参加该项目的角逐。他们分别是：
- 厄尼·阿加特·加威兰（英语：Ernie Gawilan）
- 加里·贝吉诺
- 罗兰·亚基
- 阿内尔·阿坝
- 埃德温·维拉纽瓦

## 射箭
2名射箭运动员参加该项目的角逐。他们分别是：
- 阿古斯蒂娜·班蒂洛克
- 乔凡尼·奥拉

## 田径
9名田径运动员参加该项目的角逐。他们分别是：
- 普鲁登西亚·帕纳力干
- 安迪·阿维兰娜
- 杰罗德·皮特·曼格万
- 乔尔·巴拉图坎
- 卡沃内尔·埃瓦里斯托
- 珍妮特·阿克贝达
- 玛利丝·伯尔斯
- 阿尔曼·迪诺
- 辛迪·阿苏萨诺

## 羽毛球
3名羽毛球运动员参加该项目的角逐。他们分别是：
- 乔纳斯·马他多斯
- 帕兹·利塔
- 凯思琳·佩德罗萨

## 象棋
12名象棋运动员参加该项目的角逐。他们分别是：
- 桑德·塞韦里诺（英语：Sander Severino）
- 亨利·罗杰·洛佩兹
- 贾斯珀·罗姆
- 米诺德罗·雷德
- 以色列·佩利格罗
- 阿尔曼·苏巴斯特
- 弗兰西斯·卿
- 罗多尔佛·萨米农
- 塞西利奥·比洛格
- 福·慢嘎雅兰
- 让李纳·奇塔
- 谢丽尔·安哥特

## 骑车
2名骑车运动员参加该项目的角逐。他们分别是：
- 阿图斯·布凯
- 戈弗雷·塔伯纳

## 柔道
3名柔道运动员参加该项目的角逐。他们分别是：
- 帕迪拉·根儿
- 德特森·奥马斯
- 卡里托·阿古斯丁

## 举重
5名举重运动员参加该项目的角逐。他们分别是：
- 阿奇勒·古翁（英语：Achelle Guion）
- 阿古斯廷·基坦
- 艾德琳·杜马蓬（英语：Adeline Dumapong）
- 马里多尔·帕玛蒂亚
- 罗梅·塔梅瓦

## 乒乓球
6名乒乓球运动员参加该项目的角逐。他们分别是：
- 明尼·达卡
- 贝内迪克托·盖拉
- 巴勃罗·加泰罗尼亚
- 达尔文·盐沼
- 史密斯·比利·卡特拉
- 约瑟芬·麦地那（英语：Josephine Medina）

## 十瓶式保龄球
10名十瓶式保龄球运动员参加该项目的角逐。他们分别是：
- 金艳池
- 塞缪尔·马蒂亚斯
- 安吉利·多古罗亚
- 克里斯托弗·曰
- 弗朗西斯科·爱德纳克
- 詹米·曼加
- 奥古斯托·赫尔南德斯
- 香酥·瑶
- 诺埃尔·伊斯潘洛
- 鲁本·圣地亚哥